# Apicia praeustaria
Apicia praeustaria är en fjärilsart som beskrevs av Achille Guenée 1858. Apicia praeustaria ingår i släktet Apicia och familjen mätare. Inga underarter finns listade i Catalogue of Life.